# Slick Watts
Donald Earl Watts (Rolling Fork (Mississippi), 22 juli 1951 – 15 maart 2025) was een Amerikaans basketballer.

## Carrière
Watts speelde college basketbal voor Grand View Vikings en Xavier Gold Rush van 1969 tot 1973. Hij werd niet gedraft in 1973. Hij kreeg toch een kans bij de Seattle SuperSonics waar hij vijf jaar speelde voordat hij geruild werd naar de New Orleans Jazz voor een draftpick en er de rest van het seizoen 1977/78 speelde. Hij werd aan het einde van het seizoen geruild naar de Houston Rockets voor opnieuw een draftpick. Hij speelde nadien nog voor de Anchorage Northern Knights.
In 1976 werd hij verkozen in de All-Defensive eerste ploeg, hetzelfde seizoen was hij ook leider in de meeste assist en meeste steals. Hij won dat seizoen ook de J. Walter Kennedy Citizenship Award.
Watts overleed op 15 maart 2025 op 73-jarige leeftijd.

## Erelijst
- NBA All-Defensive First Team: 1976
- J. Walter Kennedy Citizenship Award: 1976
- Louisiana Association of Basketball Coaches Hall of Fame: 1991
- Louisiana Sports Hall of Fame: 2011

## Statistieken

### Regulier seizoen
| Seizoen  | Team                | WG  | WS | MPW  | 2P%  | 3P% | FW%  | RPW | APW | SPW | BPW | PPW  |
| -------- | ------------------- | --- | -- | ---- | ---- | --- | ---- | --- | --- | --- | --- | ---- |
| 1973/74  | Seattle SuperSonics | 62  | –  | 23,0 | 38,8 | –   | 64,5 | 2,9 | 5,7 | 1,9 | 0,2 | 8,0  |
| 1974/75  | Seattle SuperSonics | 82  | –  | 25,1 | 42,1 | –   | 60,8 | 3,2 | 6,1 | 2,3 | 0,1 | 6,8  |
| 1975/76  | Seattle SuperSonics | 82  | –  | 33,9 | 42,7 | –   | 57,8 | 4,5 | 8,1 | 3,2 | 0,2 | 13,0 |
| 1976/77  | Seattle SuperSonics | 79  | –  | 33,3 | 42,2 | –   | 58,7 | 3,9 | 8,0 | 2,7 | 0,3 | 13,0 |
| 1977/78  | Seattle SuperSonics | 32  | –  | 25,3 | 40,4 | –   | 56,6 | 2,5 | 4,2 | 1,7 | 0,4 | 7,8  |
| 1977/78  | New Orleans Jazz    | 39  | –  | 19,9 | 38,1 | –   | 60,2 | 2,5 | 4,1 | 1,4 | 0,4 | 7,2  |
| 1978/79  | Houston Rockets     | 61  | –  | 17,1 | 40,5 | –   | 61,2 | 1,7 | 4,0 | 1,2 | 0,2 | 3,7  |
| Carrière | Carrière            | 437 | –  | 26,3 | 41,3 | –   | 59,7 | 3,2 | 6,1 | 2,2 | 0,3 | 8,9  |

### Play-offs
| Seizoen  | Team                | WG | WS | MPW  | 2P%  | 3P% | FW%  | RPW | APW | SPW | BPW | PPW  |
| -------- | ------------------- | -- | -- | ---- | ---- | --- | ---- | --- | --- | --- | --- | ---- |
| 1973/74  | Seattle SuperSonics | 9  | –  | 31,3 | 46,2 | –   | 53,8 | 3,7 | 7,1 | 3,0 | 0,4 | 11,1 |
| 1975/76  | Seattle SuperSonics | 6  | –  | 32,8 | 43,5 | –   | 47,8 | 3,0 | 8,2 | 2,0 | 0,3 | 11,8 |
| 1978/79  | Houston Rockets     | 2  | –  | 21,5 | 40,0 | –   | 66,7 | 3,5 | 3,5 | 2,0 | 0,5 | 7,0  |
| Carrière | Carrière            | 17 | –  | 30,7 | 44,6 | –   | 51,9 | 3,4 | 7,1 | 2,5 | 0,4 | 10,9 |